# Nancy (historieta)
Nancy o Nancy and Sluggo (Periquita o Periquita y Tito en algunos países hispanohablantes) es una serie de historieta estadounidense creada por Ernie Bushmiller.

## Trayectoria editorial
Nancy apareció en sus inicios como personaje secundario en la tira Fritzi Ritz, iniciada por  Larry Whittington  en 1922 y continuada tres años después por Bushmiller. El 2 de enero de 1933, Bushmiller introdujo a Nancy, la sobrina de Fritzi, en sus historias. Debido a la cada vez mayor relevancia del personaje, la tira tomó en 1938 el nombre de la niña. Fritzi Ritz continuó como tira aparte hasta 1968.
La editorial mexicana Novaro publicó esta serie en castellano en su propia revista, Periquita, que alcanzó los 497 números ordinarios y 2 extraordinarios en la «Serie Clásica», 31 en la «Serie Avestruz» y 17 en la «Serie Colibrí».  Como complemento, incluyó episodios de Peanuts.

## Personajes
- Nancy Ritz (Periquita en algunos países hispanohablantes). Una traviesa chiquilla de ocho años que es muy soñadora  y casi siempre anda muy confundida.
- Fritzi Ritz (Tía Dorita en algunos países hispanohablantes). La tía de Nancy, que vive con ella. Es una  flapper, y aficionada a la música country. Aunque tiene su serie aparte, interviene en algunos episodios de la serie de la niña.
- Sluggo Smith (Marcelo o Tito en algunos países hispanohablantes). Es el mejor amigo de Nancy; un tanto perezoso, a veces es presentado como novio de la niña; el personaje se empleó por primera vez en 1938.